# Roemeense parlementsverkiezingen 1948
Op 28 maart 1948 werden er in Roemenië parlementsverkiezingen gehouden. Het waren de laatste verkiezingen op basis van een meerpartijenstelsel in Roemenië tot mei 1990.
In november 1946 vonden er parlementsverkiezingen plaats welke werden gewonnen door het door communisten gedomineerde Nationaal Democratisch Front (PNF). De communisten waren er bijna in geslaagd hun macht te consolideren, maar er waren nog obstakels: De monarchie onder koning Michael I en de oppositiepartijen, waarvan de belangrijkste de Nationale Boerenpartij (PNT) en de Nationaal-Liberale Partij (PNL). Zowel de PNT en de PNL waren anticommunistische wilden niet samenwerken met de Roemeense Communistische Partij (RCP).
De communisten waren er echter wel in geslaagd om een wig te drijven binnen de PNT en PNL door een aantal opportunisten binnen die partijen te rekruteren en minister te maken. Dit gebeurde buiten de toestemming van hun partijen om. Sommige van deze opportunisten hadden zelfs eigen partijen opgericht zoals Gheorghe Tătărescu (voormalig lid van de PNL) en Alexander Alexandrescu (voormalig lid PNT).
In de loop van 1947 werden voorzitter Iuliu Maniu en vicevoorzitter Ion Mihalache, gearresteerd. Aan het eind van 1947 werden de met de communisten collaborerende partijen gezuiverd.
Op 30 december 1947 gingen premier Petru Groza en minister van Industrie en Handel Gheorghe Gheorghiu-Dej, die tevens secretaris-generaal van de RCP was, naar het Kasteel Peleș in Sinaia waar koning Michael I verbleef. Groza en Gheorghiu-Dej vroegen de koning om afstand van de troon te doen. Aanvankelijk weigerde de koning, maar na aandringen van de twee mannen, deed koning Michael I troonsafstand. Nog diezelfde dag werd de Roemeense Volksrepubliek uitgeroepen met Constantin Ion Parhon als staatshoofd.

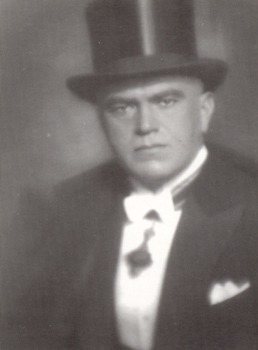
Petru Groza

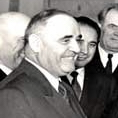
Gheorghe Gheorghiu-Dej

Van 21 tot 23 februari 1948 werd het 6de Congres van de RCP gehouden. Tijdens dit congres fuseerde de Sociaaldemocratische Partij met de RCP tot de Roemeense Werkerspartij (Partidul Muncitoresc Român, PMR). Hierdoor ontstond een "eenheidspartij voor de werkende klasse." Sociaaldemocraten die niet waren meegegaan met de fusie werden in een later stadium gearresteerd.
Op 28 maart 1948 werden er parlementsverkiezingen gehouden. Naast de lijst van het Volksdemocratisch Front (FDP, opvolger van het PNF), mochten er nog maar twee andere lijsten meedoen, namelijk de lijst van de Boerenpartij - Democraten (PTD) en van de Nationaal-Liberale Partij - Bejan (PNL-B). Zowel de PTD en de PNL-T waren zwakke partijen die, hoewel buiten het front gehouden, door de communisten werden gecontroleerd. De Onafhankelijke Sociaaldemocratische Partij, de partij van Constantin Titel-Petrescu, de PTN en de PNL, mochten niet meedoen aan de verkiezingen en werden spoedig hierna verboden.

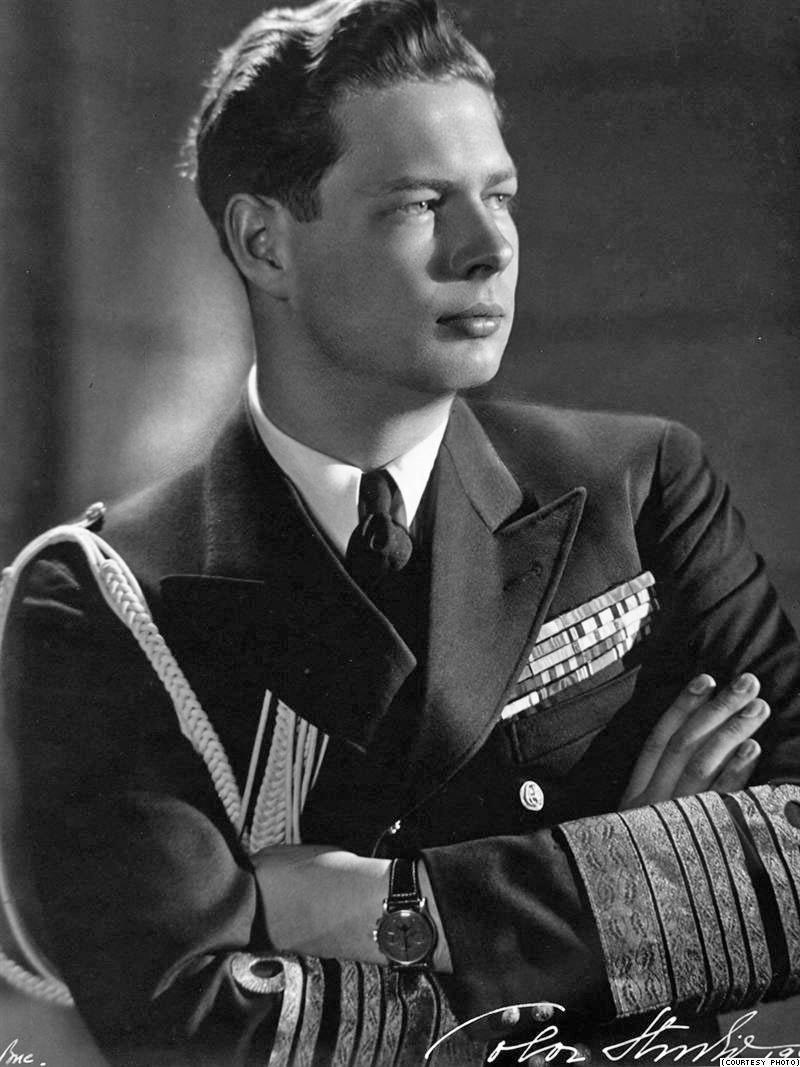
Koning Michael I van Roemenië

De uitslag van de verkiezingen zag er als volgt uit:
| Coalitie/partij                   | %     | zetels |
| --------------------------------- | ----- | ------ |
| Volksdemocratisch Front           | 93,2% | 405    |
| Boerenpartij - Democraten         | 0,7%  | 2      |
| Nationaal-Liberale Partij - Bejan | 2,8%  | 7      |